# Dicranota petiolata
Dicranota (Plectromyia) petiolata là một loài ruồi trong họ Pediciidae. Chúng phân bố ở vùng sinh thái Nearctic.